# José Giner Pantoja
José María Giner Pantoja (Madrid; 13 de febrero de 1889 - Madrid; 8 de abril de 1979), historiador español.

## Biografía
Era sobrino del fundador y principal inspirador de la Institución Libre de Enseñanza, Francisco Giner de los Ríos. Se licenció en Filosofía y Letras, Sección de Historia, por la Universidad de Madrid. Formó parte del Centro de Estudios Históricos, en la sección de "Instituciones Sociales y Políticas de León y Castilla" dirigida por Eduardo Hinojosa desde 1910. Amante de las excursiones, como en general todos los institucionistas, en el primer número de la revista Residencia, editada por la Residencia de Estudiantes en el año 1926, aparece una guía de excursiones por El Pardo a cargo de José Giner Pantoja; en general, era él el encargado de organizarlas junto con José Ontañón Valiente, e ingresó en el Cuerpo Facultativo de Archiveros, Bibliotecarios y Arqueólogos el 4 de noviembre de 1921. 
Su primer destino fue el Archivo de la Delegación de Hacienda de La Coruña y desde 1923 hasta el inicio de la Guerra Civil trabajó en el Archivo Histórico Nacional donde fue secretario técnico y se ocupó de la sección de Órdenes Militares desde el año 1921; desde 1930 fue secretario del mismo. También fue secretario de la Orquesta Filarmónica Nacional y dirigió el Patronato del Niño Delincuente. Con el comienzo de la Guerra Civil se involucró en la conservación del patrimonio artístico con el gobierno de la República y custodió las obras del Museo del Prado que fueron evacuadas de Madrid, a las que acompañó en sus sucesivos traslados a Valencia, Cataluña y Ginebra. Fue secretario de la Subsección de Archivos de Divulgación de la Cultura Histórica, en la Sección de Archivos del CCABTA (Decreto de 10 de marzo de 1937), secretario general de dicho Consejo (Orden de 25 de octubre de 1937) y presidente de la Sección de Archivos (Orden de 25 de enero de 1938). Una vez finalizada la guerra, el Gobierno del general Franco dispone su baja definitiva en el escalafón del Cuerpo Facultativo de archiveros, bibliotecarios y arqueólogos (Orden de 22 de julio de 1939). 
Exiliado en París durante muchos años, fue vicepresidente de su Atenero Iberoamericano y allí catalogó los dibujos y grabados españoles de la Biblioteca Nacional de Francia y se casó con Jean Hovelaque, pariente del hispanista Marcel Bataillon. Al fallecer su mujer volvió a España y dio clases privadamente, usando como aulas las mismas salas del Museo del Prado. Falleció en Madrid el 8 de abril de 1979. En su testamento legó al Museo Nacional del Prado el importe de la venta de una casa de su propiedad en París, que destinó a la adquisición de obras de arte.
En 2023 el Archivo Histórico Nacional le dedicó el nombre de su sala de consulta en reconocimiento a su trabajo en favor del Archivo y del patrimonio documental español durante la Guerra civil.